# Бургас (Мелисургос)
Вижте пояснителната страница за други значения на Бургас.
Бургас (на гръцки: Μπούργκας) е византийска манастирска кула в село Мелисургос (Лезик), Егейска Македония, Гърция.

## Местоположение
Кулата е разположена на около 2 km югоизточно от Мелисургос, близо до античното и средновековно селище Кастри. Издига се на върха на хълм на десния бряг на едноименната река. Запазена е и стената обграждаща собствеността на Хилендар.

## История
Кулата вероятно е от XIV век.
В 1984 година кулата е обявена за паметник на културата.